# 기독민주당 (볼리비아)
기독민주당(스페인어: Partido Demócrata Cristiano, PDC)은 볼리비아의 기독교 우익 정당이다.
2019년 정치현 목사가 이 당의 대선후보로 선출되었다. 정 목사는 20일 치러진 대선 투표에서 8.77%의 투표를 얻었다.